# Daniel Muniz de Oliveira
Daniel Muniz de Oliveira (* 21. August 1997) ist ein brasilianischer Volleyballspieler. In der Saison 2021/22 spielt der Außenangreifer beim deutschen Bundesligisten VfB Friedrichshafen.

## Karriere
Muniz begann seine Karriere 2016 in der brasilianischen Liga. In der Saison 2017/18 spielte er beim griechischen Verein Pamvochaikos VC. Danach war er wieder in der heimischen Liga aktiv, zunächst bei Maringá Vôlei und dann bei Apan Vôlei Blumenau. 2020 wechselte der Außenangreifer zum polnischen Erstligisten Cuprum Lubin. Dort wurde sein Vertrag allerdings Ende November aufgelöst. Den Rest der Saison verbrachte er beim türkischen Verein TFL Altekma SK. 2021 wurde Muniz vom deutschen Bundesligisten VfB Friedrichshafen verpflichtet.